# 만기
만기(영어: maturity), 혹은 만기일(영어: maturity date)은 융자나 채권, 정기예금같은 금융상품에서 원금과 이자를 모두 납부해야할 날짜를 가리킨다.